# Jerry Bresler
Pour les articles homonymes, voir Bresler.
Jerry Bresler est un auteur-compositeur et producteur américain né le 13 avril 1908 à Denver et mort le 23 août 1977 à Los Angeles.

## Filmographie partielle comme producteur
- 1947 : Singapour de John Brahm
- 1947 : Le Traquenard (The Web), de Michael Gordon
- 1948 : Le Droit de tuer de Michael Gordon
- 1950 : L'Engin fantastique (The Flying Missile) de Henry Levin
- 1952 : Aveux spontanés (Assignment - Paris!) de Robert Parrish
- 1957 : Lizzie, d'Hugo Haas
- 1958 : Les Vikings de Richard Fleischer
- 1960 : Le Mal d'être jeune (Because They're Young) de Paul Wendkos
- 1965 : L'Amour a plusieurs visages (Loves has many faces) d'Alexander Singer
- 1965 : Major Dundee de Sam Peckinpah
- 1967 : Casino Royale de Val Guest, Ken Hughes, John Huston, Joseph McGrath et Robert Parrish
- 1970 : Pussycat, Pussycat, I Love You (en) de Rodney Amateau